# Pandanus lais
Pandanus lais là một loài thực vật có hoa trong họ Dứa dại. Loài này được Kurz miêu tả khoa học đầu tiên năm 1864.